# Canyon-SRAM Racing
El Canyon-SRAM Racing (codi UCI: CSR), conegut anteriorment com a T-Mobile, Columbia o Specialized-Lululemon, és un equip ciclista femení alemany, d'origen estatunidenc. Creat al 2002 com a secció femenina del T-Mobile Team, té categoria UCI Women’s WorldTeam. És l'equip amb més victòries al Campionat del món en contrarellotge per equips.

## Principals resultats
- A les proves de la Copa del món i de l'UCI Women's WorldTour:
  - Copa del món ciclista femenina de Mont-real: Deirdre Demet-Barry (2002), Judith Arndt (2006, 2008)
  - Rotterdam Tour: Ina-Yoko Teutenberg (2005, 2006)
  - Geelong World Cup: Ina-Yoko Teutenberg (2006)
  - Open de Suède Vårgårda: Chantal Beltman (2007), Chantal Blaak (2014)
  - Tour de Flandes femení: Judith Arndt (2008), Ina-Yoko Teutenberg (2009)
  - Tour de Drenthe: Chantal Beltman (2008)
  - Volta a Nuremberg: Ina-Yoko Teutenberg (2008)
  - Tour of Chongming Island World Cup: Ina-Yoko Teutenberg (2010, 2011)
  - Open de Suède Vårgårda TTT: (2011, 2012, 2013, 2014)
  - Fletxa Valona femenina: Evelyn Stevens (2012, Katarzyna Niewiadoma (2024)
  - Sparkassen Giro Bochum: Barbara Guarischi (2015)
- Altres:
  - Campionat del món en contrarellotge per equips: (2012, 2013, 2014, 2015, 2018)
  - Volta a Turíngia femenina: Judith Arndt (2007, 2008), Linda Villumsen (2009), Evelyn Stevens (2014), Elena Cecchini (2016), Lisa Brennauer (2017)
  - Giro de Toscana-Memorial Michela Fanini: Judith Arndt (2008, 2010)
  - Emakumeen Euskal Bira: Judith Arndt (2009)
  - Amstel Gold Race: Katarzyna Niewiadoma (2019)
  - Tour de França femení: General final Katarzyna Niewiadoma (2024), classificació per equips (2022)

## Classificacions UCI

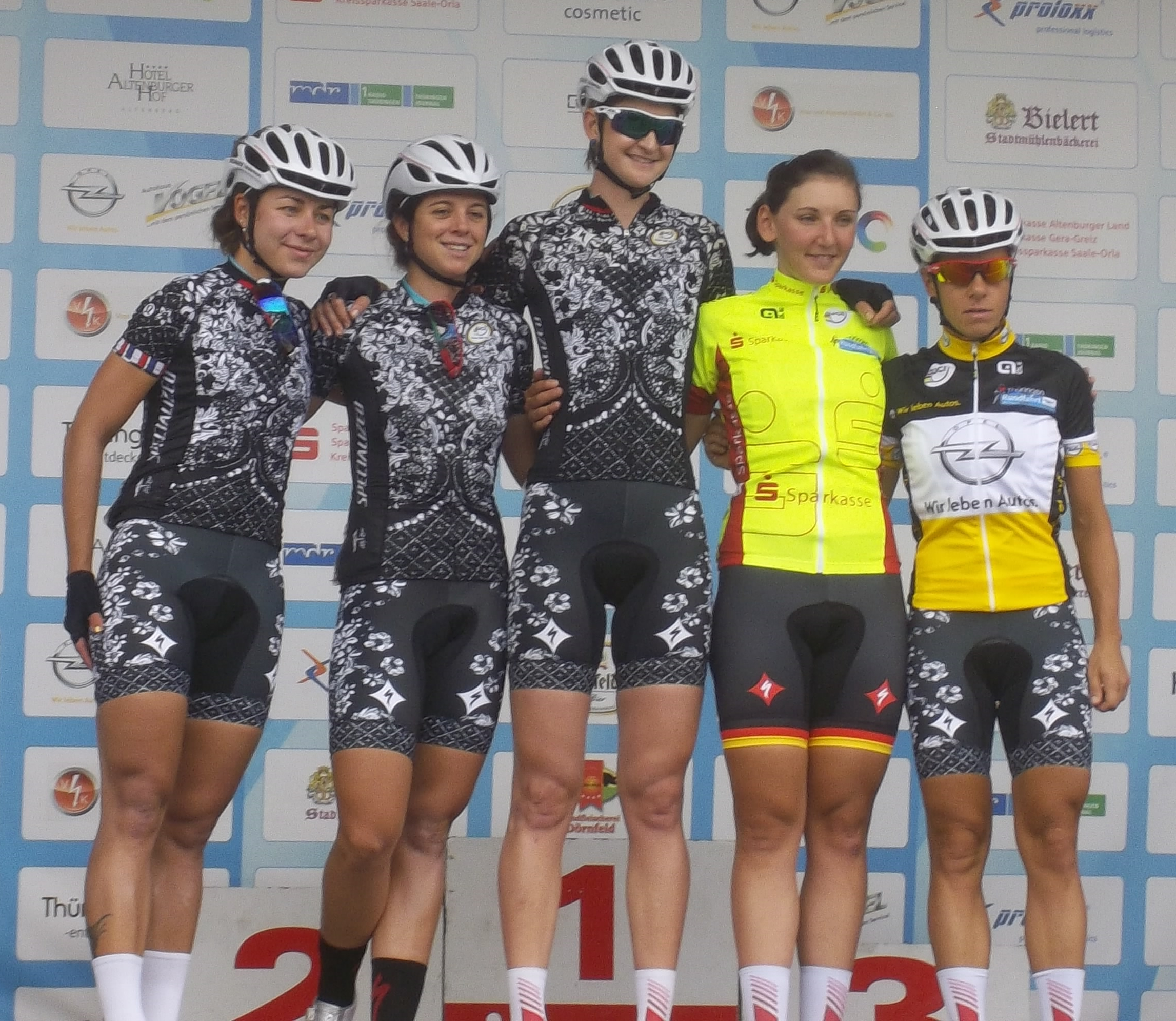
L'equip al 2014

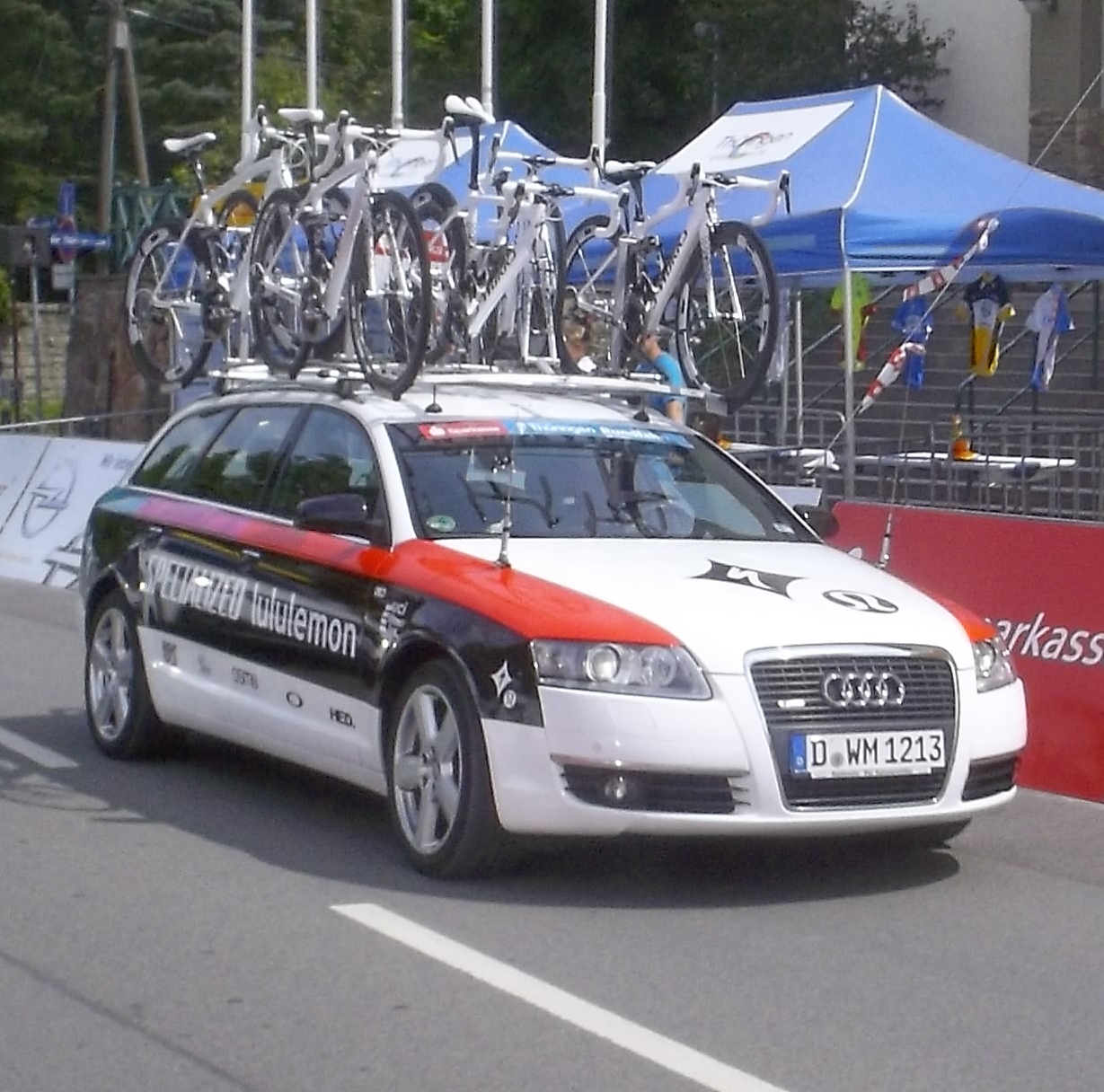
Vehicle de l'equip al 2014

Aquesta taula mostra la plaça de l'equip a la classificació de la Unió Ciclista Internacional a final de temporada i també la millor ciclista en la classificació individual de cada temporada.
| Rànquing UCI | Rànquing UCI     | Rànquing UCI                | Rànquing UCI |
| Any          | Rànquing d'equip | Millor ciclista al rànquing |              |
| ------------ | ---------------- | --------------------------- | ------------ |
| 2002         | 11è              | Amber Neben (24è)           |              |
| 2003         | 8è               | Deirdre Demet-Barry (20è)   |              |
| 2004         | 8è               | Deirdre Demet-Barry (15è)   |              |
| 2005         | 9è               | Ina-Yoko Teutenberg (15è)   |              |
| 2006         | 5è               | Judith Arndt (5è)           |              |
| 2007         | 1r               | Judith Arndt (3r)           |              |
| 2008         | 1r               | Judith Arndt (2n)           |              |
| 2009         | 2n               | Ina-Yoko Teutenberg (5è)    |              |
| 2010         | 3r               | Judith Arndt (2n)           |              |
| 2011         | 2n               | Judith Arndt (3r)           |              |
| 2012         | 2n               | Evelyn Stevens (4t)         |              |
| 2013         | 2n               | Ellen van Dijk (3r)         |              |
| 2014         | 2n               | Lisa Brennauer (5è)         |              |
| 2015         | 4t               | Lisa Brennauer (7è)         |              |
| 2016         | 5è               | Lisa Brennauer (18è)        |              |
| 2017         | 7è               | Lisa Brennauer (16è)        |              |
| 2018         | 4t               | Katarzyna Niewiadoma (9è)   |              |
| 2019         | 4t               | Katarzyna Niewiadoma (7è)   |              |
| 2020         | 9è               | Katarzyna Niewiadoma (11è)  |              |
| 2021         | 6è               | Katarzyna Niewiadoma (7è)   |              |
| 2022         | 6è               | Katarzyna Niewiadoma (13è)  |              |
| 2023         | 3r               | Katarzyna Niewiadoma (6è)   |              |
| 2024         | 3r               | Katarzyna Niewiadoma (7è)   |              |
|              |                  |                             |              |
| Font: UCI    |                  |                             |              |

Del 2003 al 2015 l'equip va participar en la Copa del món. Abans de la temporada 2006 no hi havia classificació per equips, i es mostra la millor ciclista en la classificació individual.
| Copa del Món | Copa del Món     | Copa del Món                | Copa del Món |
| Any          | Rànquing d'equip | Millor ciclista al rànquing |              |
| ------------ | ---------------- | --------------------------- | ------------ |
| 2003         | -                | Kristin Armstrong (26è)     |              |
| 2004         | -                | Amber Neben (39è)           |              |
| 2005         | -                | Ina-Yoko Teutenberg (8è)    |              |
| 2006         | 2n               | Ina-Yoko Teutenberg (2n)    |              |
| 2007         | 3r               | Ina-Yoko Teutenberg (3r)    |              |
| 2008         | 1r               | Judith Arndt (1r)           |              |
| 2009         | 5è               | -                           |              |
| 2010         | 2n               | Judith Arndt (5è)           |              |
| 2011         | 2n               | Judith Arndt (4t)           |              |
| 2012         | 3r               | Evelyn Stevens (3r)         |              |
| 2013         | 3r               | Ellen van Dijk (3r)         |              |
| 2014         | 3r               | Chantal Blaak (9è)          |              |
| 2015         | 5è               | Alena Amialiússik (7è)      |              |
|              |                  |                             |              |
| Font: UCI    |                  |                             |              |

A partir del 2016, l'UCI Women's WorldTour va substituir la copa del món
| UCI World Tour | UCI World Tour   | UCI World Tour              | UCI World Tour |
| Any            | Rànquing d'equip | Millor ciclista al rànquing |                |
| -------------- | ---------------- | --------------------------- | -------------- |
| 2016           | 4t               | Alena Amialiússik (12è)     |                |
| 2017           | 5è               | Elena Cecchini (13è)        |                |
| 2018           | 4t               | Katarzyna Niewiadoma (8è)   |                |
| 2019           | 6è               | Katarzyna Niewiadoma (4t)   |                |
| 2020           | 6è               | Katarzyna Niewiadoma (13è)  |                |
| 2021           | 6è               | Katarzyna Niewiadoma (7è)   |                |
| 2022           | 6è               | Katarzyna Niewiadoma (11è)  |                |
| 2023           | 2n               | Katarzyna Niewiadoma (5è)   |                |
| 2024           | 3r               | Katarzyna Niewiadoma (6è)   |                |
|                |                  |                             |                |
| Font: UCI      |                  |                             |                |

## Composició de l'equip
| 2025 |                        |                                             |                        |
| \| Llista de l'equip 2025 \| Llista de l'equip 2025 \| Llista de l'equip 2025 \| Llista de l'equip 2025 \| \| Ciclista \| Data de naixement \| Equip previ \| \| \| ------------------------ \| ---------------------- \| ------------------------------------------- \| ---------------------- \| \| Wilma Aintila \| 12 de abril de 2004 \| Lotto Dstny Ladies (2024) \| \| \| Zoe Bäckstedt \| 24 de setembre de 2004 \| EF Education-TIBCO-SVB (2023) \| \| \| Ricarda Bauernfeind \| 1 de abril de 2000 \| Canyon//SRAM Generation (2022) \| \| \| Neve Bradbury \| 11 de abril de 2002 \| \| \| \| Chiara Consonni \| 24 de juny de 1999 \| UAE Team ADQ (2024) \| \| \| Tiffany Cromwell \| 6 de juliol de 1988 \| Orica-AIS (2013) \| \| \| Justyna Czapla \| 24 de gener de 2004 \| Canyon//SRAM Generation (2023) \| \| \| Chloé Dygert \| 1 de gener de 1997 \| Sho-Air Twenty20 (2020) \| \| \| Rosa Klöser \| 24 de juny de 1996 \| MAAP x Rose Racing (2024) \| \| \| Anastassia Kalessava \| 2 de juny de 2000 \| Canyon//SRAM Generation (2024) \| \| \| Cecilie Uttrup Ludwig \| 23 de agost de 1995 \| FDJ-Suez (2024) \| \| \| Maria Martins \| 9 de juliol de 1999 \| Fenix-Deceuninck (2023) \| \| \| Antonia Niedermaier \| 20 de febrer de 2003 \| Canyon//SRAM Generation (2022) \| \| \| Katarzyna Niewiadoma \| 29 de setembre de 1994 \| WM3 (2017) \| \| \| Soraya Paladin \| 4 de maig de 1993 \| Liv Racing (2021) \| \| \| Agnieszka Skalniak-Sójka \| 22 de abril de 1997 \| Atom Deweloper-Posciellux.pl-Wrocław (2022) \| \| \| Alice Towers \| 12 de octubre de 2002 \| Le Col-Wahoo (2022) \| \| \| Maike van der Duin \| 12 de setembre de 2001 \| Le Col-Wahoo (2022) \| \| \| \| \| \| \| \| Font: ProCyclingStats \| \| \| \| |                        |                                             |                        |
| Llista de l'equip 2025 | Llista de l'equip 2025 | Llista de l'equip 2025                      | Llista de l'equip 2025 |
| Ciclista | Data de naixement      | Equip previ                                 |                        |
| --- | ---------------------- | ------------------------------------------- | ---------------------- |
| Wilma Aintila | 12 de abril de 2004    | Lotto Dstny Ladies (2024)                   |                        |
| Zoe Bäckstedt | 24 de setembre de 2004 | EF Education-TIBCO-SVB (2023)               |                        |
| Ricarda Bauernfeind | 1 de abril de 2000     | Canyon//SRAM Generation (2022)              |                        |
| Neve Bradbury | 11 de abril de 2002    |                                             |                        |
| Chiara Consonni | 24 de juny de 1999     | UAE Team ADQ (2024)                         |                        |
| Tiffany Cromwell | 6 de juliol de 1988    | Orica-AIS (2013)                            |                        |
| Justyna Czapla | 24 de gener de 2004    | Canyon//SRAM Generation (2023)              |                        |
| Chloé Dygert | 1 de gener de 1997     | Sho-Air Twenty20 (2020)                     |                        |
| Rosa Klöser | 24 de juny de 1996     | MAAP x Rose Racing (2024)                   |                        |
| Anastassia Kalessava | 2 de juny de 2000      | Canyon//SRAM Generation (2024)              |                        |
| Cecilie Uttrup Ludwig | 23 de agost de 1995    | FDJ-Suez (2024)                             |                        |
| Maria Martins | 9 de juliol de 1999    | Fenix-Deceuninck (2023)                     |                        |
| Antonia Niedermaier | 20 de febrer de 2003   | Canyon//SRAM Generation (2022)              |                        |
| Katarzyna Niewiadoma | 29 de setembre de 1994 | WM3 (2017)                                  |                        |
| Soraya Paladin | 4 de maig de 1993      | Liv Racing (2021)                           |                        |
| Agnieszka Skalniak-Sójka | 22 de abril de 1997    | Atom Deweloper-Posciellux.pl-Wrocław (2022) |                        |
| Alice Towers | 12 de octubre de 2002  | Le Col-Wahoo (2022)                         |                        |
| Maike van der Duin | 12 de setembre de 2001 | Le Col-Wahoo (2022)                         |                        |
| |                        |                                             |                        |
| Font: ProCyclingStats |                        |                                             |                        |

| 2024 |                        |                                             |                        |
| \| Llista de l'equip 2024 \| Llista de l'equip 2024 \| Llista de l'equip 2024 \| Llista de l'equip 2024 \| \| Ciclista \| Data de naixement \| Equip previ \| \| \| ------------------------ \| ---------------------- \| ------------------------------------------- \| ---------------------- \| \| Zoe Bäckstedt \| 24 de setembre de 2004 \| EF Education-TIBCO-SVB (2023) \| \| \| Ricarda Bauernfeind \| 1 de abril de 2000 \| Canyon//SRAM Generation (2022) \| \| \| Shari Bossuyt \| 5 de setembre de 2000 \| NXTG Racing (2021) \| \| \| Neve Bradbury \| 11 de abril de 2002 \| \| \| \| Elise Chabbey \| 24 de abril de 1993 \| Cervélo-Bigla Pro Cycling Team (2020) \| \| \| Tiffany Cromwell \| 6 de juliol de 1988 \| Orica-AIS (2013) \| \| \| Justyna Czapla \| 24 de gener de 2004 \| Canyon//SRAM Generation (2023) \| \| \| Chloé Dygert \| 1 de gener de 1997 \| Sho-Air Twenty20 (2020) \| \| \| Alex Morrice \| 25 de abril de 2000 \| \| \| \| Antonia Niedermaier \| 20 de febrer de 2003 \| Canyon//SRAM Generation (2022) \| \| \| Katarzyna Niewiadoma \| 29 de setembre de 1994 \| WM3 (2017) \| \| \| Soraya Paladin \| 4 de maig de 1993 \| Liv Racing (2021) \| \| \| Agnieszka Skalniak-Sójka \| 22 de abril de 1997 \| Atom Deweloper-Posciellux.pl-Wrocław (2022) \| \| \| Alice Towers \| 12 de octubre de 2002 \| Le Col-Wahoo (2022) \| \| \| Maike van der Duin \| 12 de setembre de 2001 \| Le Col-Wahoo (2022) \| \| \| \| \| \| \| \| Font: ProCyclingStats \| \| \| \| |                        |                                             |                        |
| Llista de l'equip 2024 | Llista de l'equip 2024 | Llista de l'equip 2024                      | Llista de l'equip 2024 |
| Ciclista | Data de naixement      | Equip previ                                 |                        |
| --- | ---------------------- | ------------------------------------------- | ---------------------- |
| Zoe Bäckstedt | 24 de setembre de 2004 | EF Education-TIBCO-SVB (2023)               |                        |
| Ricarda Bauernfeind | 1 de abril de 2000     | Canyon//SRAM Generation (2022)              |                        |
| Shari Bossuyt | 5 de setembre de 2000  | NXTG Racing (2021)                          |                        |
| Neve Bradbury | 11 de abril de 2002    |                                             |                        |
| Elise Chabbey | 24 de abril de 1993    | Cervélo-Bigla Pro Cycling Team (2020)       |                        |
| Tiffany Cromwell | 6 de juliol de 1988    | Orica-AIS (2013)                            |                        |
| Justyna Czapla | 24 de gener de 2004    | Canyon//SRAM Generation (2023)              |                        |
| Chloé Dygert | 1 de gener de 1997     | Sho-Air Twenty20 (2020)                     |                        |
| Alex Morrice | 25 de abril de 2000    |                                             |                        |
| Antonia Niedermaier | 20 de febrer de 2003   | Canyon//SRAM Generation (2022)              |                        |
| Katarzyna Niewiadoma | 29 de setembre de 1994 | WM3 (2017)                                  |                        |
| Soraya Paladin | 4 de maig de 1993      | Liv Racing (2021)                           |                        |
| Agnieszka Skalniak-Sójka | 22 de abril de 1997    | Atom Deweloper-Posciellux.pl-Wrocław (2022) |                        |
| Alice Towers | 12 de octubre de 2002  | Le Col-Wahoo (2022)                         |                        |
| Maike van der Duin | 12 de setembre de 2001 | Le Col-Wahoo (2022)                         |                        |
| |                        |                                             |                        |
| Font: ProCyclingStats |                        |                                             |                        |

| 2023 |                        |                                             |                        |
| \| Llista de l'equip 2023 \| Llista de l'equip 2023 \| Llista de l'equip 2023 \| Llista de l'equip 2023 \| \| Ciclista \| Data de naixement \| Equip previ \| \| \| ---------------------------------- \| ---------------------- \| ------------------------------------------- \| ---------------------- \| \| Ricarda Bauernfeind \| 1 de abril de 2000 \| Canyon//SRAM Generation (2022) \| \| \| Shari Bossuyt \| 5 de setembre de 2000 \| NXTG Racing (2021) \| \| \| Neve Bradbury \| 11 de abril de 2002 \| \| \| \| Elise Chabbey \| 24 de abril de 1993 \| Cervélo-Bigla Pro Cycling Team (2020) \| \| \| Tiffany Cromwell \| 6 de juliol de 1988 \| Orica-AIS (2013) \| \| \| Chloé Dygert \| 1 de gener de 1997 \| Sho-Air Twenty20 (2020) \| \| \| Alex Morrice \| 25 de abril de 2000 \| \| \| \| Antonia Niedermaier \| 20 de febrer de 2003 \| Canyon//SRAM Generation (2022) \| \| \| Katarzyna Niewiadoma \| 29 de setembre de 1994 \| WM3 (2017) \| \| \| Soraya Paladin \| 4 de maig de 1993 \| Liv Racing (2021) \| \| \| Pauliena Rooijakkers \| 12 de maig de 1993 \| Liv Racing (2021) \| \| \| Sarah Roy \| 27 de febrer de 1986 \| Team BikeExchange (2021) \| \| \| Agnieszka Skalniak-Sójka \| 22 de abril de 1997 \| Atom Deweloper-Posciellux.pl-Wrocław (2022) \| \| \| Alice Towers \| 12 de octubre de 2002 \| Le Col-Wahoo (2022) \| \| \| Maike van der Duin \| 12 de setembre de 2001 \| Le Col-Wahoo (2022) \| \| \| Zoe Bäckstedt (1 de set–31 de des) \| 24 de setembre de 2004 \| Tormans CX Team (2022) \| \| \| \| \| \| \| \| Font: ProCyclingStats \| \| \| \| |                        |                                             |                        |
| Llista de l'equip 2023 | Llista de l'equip 2023 | Llista de l'equip 2023                      | Llista de l'equip 2023 |
| Ciclista | Data de naixement      | Equip previ                                 |                        |
| --- | ---------------------- | ------------------------------------------- | ---------------------- |
| Ricarda Bauernfeind | 1 de abril de 2000     | Canyon//SRAM Generation (2022)              |                        |
| Shari Bossuyt | 5 de setembre de 2000  | NXTG Racing (2021)                          |                        |
| Neve Bradbury | 11 de abril de 2002    |                                             |                        |
| Elise Chabbey | 24 de abril de 1993    | Cervélo-Bigla Pro Cycling Team (2020)       |                        |
| Tiffany Cromwell | 6 de juliol de 1988    | Orica-AIS (2013)                            |                        |
| Chloé Dygert | 1 de gener de 1997     | Sho-Air Twenty20 (2020)                     |                        |
| Alex Morrice | 25 de abril de 2000    |                                             |                        |
| Antonia Niedermaier | 20 de febrer de 2003   | Canyon//SRAM Generation (2022)              |                        |
| Katarzyna Niewiadoma | 29 de setembre de 1994 | WM3 (2017)                                  |                        |
| Soraya Paladin | 4 de maig de 1993      | Liv Racing (2021)                           |                        |
| Pauliena Rooijakkers | 12 de maig de 1993     | Liv Racing (2021)                           |                        |
| Sarah Roy | 27 de febrer de 1986   | Team BikeExchange (2021)                    |                        |
| Agnieszka Skalniak-Sójka | 22 de abril de 1997    | Atom Deweloper-Posciellux.pl-Wrocław (2022) |                        |
| Alice Towers | 12 de octubre de 2002  | Le Col-Wahoo (2022)                         |                        |
| Maike van der Duin | 12 de setembre de 2001 | Le Col-Wahoo (2022)                         |                        |
| Zoe Bäckstedt (1 de set–31 de des) | 24 de setembre de 2004 | Tormans CX Team (2022)                      |                        |
| |                        |                                             |                        |
| Font: ProCyclingStats |                        |                                             |                        |

| 2022 |                        |                                             |                        |
| \| Llista de l'equip 2022 \| Llista de l'equip 2022 \| Llista de l'equip 2022 \| Llista de l'equip 2022 \| \| Ciclista \| Data de naixement \| Equip previ \| \| \| ---------------------- \| ---------------------- \| ------------------------------------------- \| ---------------------- \| \| Alena Amialiússik \| 6 de febrer de 1989 \| Astana BePink Womens (2014) \| \| \| Alice Barnes \| 17 de juliol de 1995 \| Drops (2017) \| \| \| Shari Bossuyt \| 5 de setembre de 2000 \| NXTG Racing (2021) \| \| \| Neve Bradbury \| 11 de abril de 2002 \| \| \| \| Elise Chabbey \| 24 de abril de 1993 \| Cervélo-Bigla Pro Cycling Team (2020) \| \| \| Tiffany Cromwell \| 6 de juliol de 1988 \| Orica-AIS (2013) \| \| \| Chloé Dygert \| 1 de gener de 1997 \| Sho-Air Twenty20 (2020) \| \| \| Ella Harris \| 18 de juliol de 1998 \| Mike Greer Homes Womens Cycling Team (2018) \| \| \| Lisa Klein \| 15 de juliol de 1996 \| Cervélo Bigla (2017) \| \| \| Katarzyna Niewiadoma \| 29 de setembre de 1994 \| WM3 (2017) \| \| \| Soraya Paladin \| 4 de maig de 1993 \| Liv Racing (2021) \| \| \| Pauliena Rooijakkers \| 12 de maig de 1993 \| Liv Racing (2021) \| \| \| Sarah Roy \| 27 de febrer de 1986 \| Team BikeExchange (2021) \| \| \| Maud Oudeman \| 29 de setembre de 2003 \| \| \| \| \| \| \| \| \| Font: ProCyclingStats \| \| \| \| |                        |                                             |                        |
| Llista de l'equip 2022 | Llista de l'equip 2022 | Llista de l'equip 2022                      | Llista de l'equip 2022 |
| Ciclista | Data de naixement      | Equip previ                                 |                        |
| --- | ---------------------- | ------------------------------------------- | ---------------------- |
| Alena Amialiússik | 6 de febrer de 1989    | Astana BePink Womens (2014)                 |                        |
| Alice Barnes | 17 de juliol de 1995   | Drops (2017)                                |                        |
| Shari Bossuyt | 5 de setembre de 2000  | NXTG Racing (2021)                          |                        |
| Neve Bradbury | 11 de abril de 2002    |                                             |                        |
| Elise Chabbey | 24 de abril de 1993    | Cervélo-Bigla Pro Cycling Team (2020)       |                        |
| Tiffany Cromwell | 6 de juliol de 1988    | Orica-AIS (2013)                            |                        |
| Chloé Dygert | 1 de gener de 1997     | Sho-Air Twenty20 (2020)                     |                        |
| Ella Harris | 18 de juliol de 1998   | Mike Greer Homes Womens Cycling Team (2018) |                        |
| Lisa Klein | 15 de juliol de 1996   | Cervélo Bigla (2017)                        |                        |
| Katarzyna Niewiadoma | 29 de setembre de 1994 | WM3 (2017)                                  |                        |
| Soraya Paladin | 4 de maig de 1993      | Liv Racing (2021)                           |                        |
| Pauliena Rooijakkers | 12 de maig de 1993     | Liv Racing (2021)                           |                        |
| Sarah Roy | 27 de febrer de 1986   | Team BikeExchange (2021)                    |                        |
| Maud Oudeman | 29 de setembre de 2003 |                                             |                        |
| |                        |                                             |                        |
| Font: ProCyclingStats |                        |                                             |                        |

| 2021 |                        |                                             |                        |
| \| Llista de l'equip 2021 \| Llista de l'equip 2021 \| Llista de l'equip 2021 \| Llista de l'equip 2021 \| \| Ciclista \| Data de naixement \| Equip previ \| \| \| --------------------------------------- \| ---------------------- \| ------------------------------------------- \| ---------------------- \| \| Alena Amialiússik \| 6 de febrer de 1989 \| Astana BePink Womens (2014) \| \| \| Alice Barnes \| 17 de juliol de 1995 \| Drops (2017) \| \| \| Hannah Barnes \| 4 de maig de 1993 \| UnitedHealthcare (2015) \| \| \| Neve Bradbury \| 11 de abril de 2002 \| \| \| \| Elise Chabbey \| 24 de abril de 1993 \| Cervélo-Bigla Pro Cycling Team (2020) \| \| \| Tiffany Cromwell \| 6 de juliol de 1988 \| Orica-AIS (2013) \| \| \| Chloé Dygert \| 1 de gener de 1997 \| Sho-Air Twenty20 (2020) \| \| \| Ella Harris \| 18 de juliol de 1998 \| Mike Greer Homes Womens Cycling Team (2018) \| \| \| Mikayla Harvey \| 7 de setembre de 1998 \| Cervélo-Bigla Pro Cycling Team (2020) \| \| \| Lisa Klein \| 15 de juliol de 1996 \| Cervélo Bigla (2017) \| \| \| Hannah Ludwig \| 15 de febrer de 2000 \| \| \| \| Katarzyna Niewiadoma \| 29 de setembre de 1994 \| WM3 (2017) \| \| \| Alexis Ryan \| 18 de setembre de 1994 \| UnitedHealthcare (2015) \| \| \| Omer Shapira \| 9 de setembre de 1994 \| Cylance (2018) \| \| \| \| \| \| \| \| Fonts: ProCyclingStats Cycling Archives \| \| \| \| |                        |                                             |                        |
| Llista de l'equip 2021 | Llista de l'equip 2021 | Llista de l'equip 2021                      | Llista de l'equip 2021 |
| Ciclista | Data de naixement      | Equip previ                                 |                        |
| --- | ---------------------- | ------------------------------------------- | ---------------------- |
| Alena Amialiússik | 6 de febrer de 1989    | Astana BePink Womens (2014)                 |                        |
| Alice Barnes | 17 de juliol de 1995   | Drops (2017)                                |                        |
| Hannah Barnes | 4 de maig de 1993      | UnitedHealthcare (2015)                     |                        |
| Neve Bradbury | 11 de abril de 2002    |                                             |                        |
| Elise Chabbey | 24 de abril de 1993    | Cervélo-Bigla Pro Cycling Team (2020)       |                        |
| Tiffany Cromwell | 6 de juliol de 1988    | Orica-AIS (2013)                            |                        |
| Chloé Dygert | 1 de gener de 1997     | Sho-Air Twenty20 (2020)                     |                        |
| Ella Harris | 18 de juliol de 1998   | Mike Greer Homes Womens Cycling Team (2018) |                        |
| Mikayla Harvey | 7 de setembre de 1998  | Cervélo-Bigla Pro Cycling Team (2020)       |                        |
| Lisa Klein | 15 de juliol de 1996   | Cervélo Bigla (2017)                        |                        |
| Hannah Ludwig | 15 de febrer de 2000   |                                             |                        |
| Katarzyna Niewiadoma | 29 de setembre de 1994 | WM3 (2017)                                  |                        |
| Alexis Ryan | 18 de setembre de 1994 | UnitedHealthcare (2015)                     |                        |
| Omer Shapira | 9 de setembre de 1994  | Cylance (2018)                              |                        |
| |                        |                                             |                        |
| Fonts: ProCyclingStats Cycling Archives |                        |                                             |                        |

| 2020 |                        |                                             |                        |
| \| Llista de l'equip 2020 \| Llista de l'equip 2020 \| Llista de l'equip 2020 \| Llista de l'equip 2020 \| \| Ciclista \| Data de naixement \| Equip previ \| \| \| ---------------------- \| ---------------------- \| ------------------------------------------- \| ---------------------- \| \| Alena Amialiússik \| 6 de febrer de 1989 \| Astana BePink Womens (2014) \| \| \| Alice Barnes \| 17 de juliol de 1995 \| Drops (2017) \| \| \| Hannah Barnes \| 4 de maig de 1993 \| UnitedHealthcare (2015) \| \| \| Elena Cecchini \| 25 de maig de 1992 \| Lotto Soudal Ladies (2015) \| \| \| Tiffany Cromwell \| 6 de juliol de 1988 \| Orica-AIS (2013) \| \| \| Tanja Erath \| 7 de octubre de 1989 \| \| \| \| Pauline Ferrand-Prévot \| 10 de febrer de 1992 \| Rabo Liv Women (2016) \| \| \| Rotem Gafinovitz \| 9 de juny de 1992 \| WaowDeals (2018) \| \| \| Ella Harris \| 18 de juliol de 1998 \| Mike Greer Homes Womens Cycling Team (2018) \| \| \| Lisa Klein \| 15 de juliol de 1996 \| Cervélo Bigla (2017) \| \| \| Hannah Ludwig \| 15 de febrer de 2000 \| \| \| \| Katarzyna Niewiadoma \| 29 de setembre de 1994 \| WM3 (2017) \| \| \| Jessica Pratt \| 9 de octubre de 1997 \| Sydney University (2019) \| \| \| Christa Riffel \| 30 de juliol de 1998 \| \| \| \| Alexis Ryan \| 18 de setembre de 1994 \| UnitedHealthcare (2015) \| \| \| Omer Shapira \| 9 de setembre de 1994 \| Cylance (2018) \| \| \| \| \| \| \| \| Font: UCI \| \| \| \| |                        |                                             |                        |
| Llista de l'equip 2020 | Llista de l'equip 2020 | Llista de l'equip 2020                      | Llista de l'equip 2020 |
| Ciclista | Data de naixement      | Equip previ                                 |                        |
| --- | ---------------------- | ------------------------------------------- | ---------------------- |
| Alena Amialiússik | 6 de febrer de 1989    | Astana BePink Womens (2014)                 |                        |
| Alice Barnes | 17 de juliol de 1995   | Drops (2017)                                |                        |
| Hannah Barnes | 4 de maig de 1993      | UnitedHealthcare (2015)                     |                        |
| Elena Cecchini | 25 de maig de 1992     | Lotto Soudal Ladies (2015)                  |                        |
| Tiffany Cromwell | 6 de juliol de 1988    | Orica-AIS (2013)                            |                        |
| Tanja Erath | 7 de octubre de 1989   |                                             |                        |
| Pauline Ferrand-Prévot | 10 de febrer de 1992   | Rabo Liv Women (2016)                       |                        |
| Rotem Gafinovitz | 9 de juny de 1992      | WaowDeals (2018)                            |                        |
| Ella Harris | 18 de juliol de 1998   | Mike Greer Homes Womens Cycling Team (2018) |                        |
| Lisa Klein | 15 de juliol de 1996   | Cervélo Bigla (2017)                        |                        |
| Hannah Ludwig | 15 de febrer de 2000   |                                             |                        |
| Katarzyna Niewiadoma | 29 de setembre de 1994 | WM3 (2017)                                  |                        |
| Jessica Pratt | 9 de octubre de 1997   | Sydney University (2019)                    |                        |
| Christa Riffel | 30 de juliol de 1998   |                                             |                        |
| Alexis Ryan | 18 de setembre de 1994 | UnitedHealthcare (2015)                     |                        |
| Omer Shapira | 9 de setembre de 1994  | Cylance (2018)                              |                        |
| |                        |                                             |                        |
| Font: UCI |                        |                                             |                        |

| 2019 |                        |                                             |                        |
| \| Llista de l'equip 2020 \| Llista de l'equip 2020 \| Llista de l'equip 2020 \| Llista de l'equip 2020 \| \| Ciclista \| Data de naixement \| Equip previ \| \| \| ---------------------- \| ---------------------- \| ------------------------------------------- \| ---------------------- \| \| Alena Amialiússik \| 6 de febrer de 1989 \| Astana BePink Womens (2014) \| \| \| Alice Barnes \| 17 de juliol de 1995 \| Drops (2017) \| \| \| Hannah Barnes \| 4 de maig de 1993 \| UnitedHealthcare (2015) \| \| \| Elena Cecchini \| 25 de maig de 1992 \| Lotto Soudal Ladies (2015) \| \| \| Tiffany Cromwell \| 6 de juliol de 1988 \| Orica-AIS (2013) \| \| \| Tanja Erath \| 7 de octubre de 1989 \| \| \| \| Pauline Ferrand-Prévot \| 10 de febrer de 1992 \| Rabo Liv Women (2016) \| \| \| Rotem Gafinovitz \| 9 de juny de 1992 \| WaowDeals (2018) \| \| \| Ella Harris \| 18 de juliol de 1998 \| Mike Greer Homes Womens Cycling Team (2018) \| \| \| Lisa Klein \| 15 de juliol de 1996 \| Cervélo Bigla (2017) \| \| \| Hannah Ludwig \| 15 de febrer de 2000 \| \| \| \| Katarzyna Niewiadoma \| 29 de setembre de 1994 \| WM3 (2017) \| \| \| Jessica Pratt \| 9 de octubre de 1997 \| Sydney University (2019) \| \| \| Christa Riffel \| 30 de juliol de 1998 \| \| \| \| Alexis Ryan \| 18 de setembre de 1994 \| UnitedHealthcare (2015) \| \| \| Omer Shapira \| 9 de setembre de 1994 \| Cylance (2018) \| \| \| \| \| \| \| \| Font: UCI \| \| \| \| |                        |                                             |                        |
| Llista de l'equip 2020 | Llista de l'equip 2020 | Llista de l'equip 2020                      | Llista de l'equip 2020 |
| Ciclista | Data de naixement      | Equip previ                                 |                        |
| --- | ---------------------- | ------------------------------------------- | ---------------------- |
| Alena Amialiússik | 6 de febrer de 1989    | Astana BePink Womens (2014)                 |                        |
| Alice Barnes | 17 de juliol de 1995   | Drops (2017)                                |                        |
| Hannah Barnes | 4 de maig de 1993      | UnitedHealthcare (2015)                     |                        |
| Elena Cecchini | 25 de maig de 1992     | Lotto Soudal Ladies (2015)                  |                        |
| Tiffany Cromwell | 6 de juliol de 1988    | Orica-AIS (2013)                            |                        |
| Tanja Erath | 7 de octubre de 1989   |                                             |                        |
| Pauline Ferrand-Prévot | 10 de febrer de 1992   | Rabo Liv Women (2016)                       |                        |
| Rotem Gafinovitz | 9 de juny de 1992      | WaowDeals (2018)                            |                        |
| Ella Harris | 18 de juliol de 1998   | Mike Greer Homes Womens Cycling Team (2018) |                        |
| Lisa Klein | 15 de juliol de 1996   | Cervélo Bigla (2017)                        |                        |
| Hannah Ludwig | 15 de febrer de 2000   |                                             |                        |
| Katarzyna Niewiadoma | 29 de setembre de 1994 | WM3 (2017)                                  |                        |
| Jessica Pratt | 9 de octubre de 1997   | Sydney University (2019)                    |                        |
| Christa Riffel | 30 de juliol de 1998   |                                             |                        |
| Alexis Ryan | 18 de setembre de 1994 | UnitedHealthcare (2015)                     |                        |
| Omer Shapira | 9 de setembre de 1994  | Cylance (2018)                              |                        |
| |                        |                                             |                        |
| Font: UCI |                        |                                             |                        |

| 2018 |                        |                             |                        |
| \| Llista de l'equip 2018 \| Llista de l'equip 2018 \| Llista de l'equip 2018 \| Llista de l'equip 2018 \| \| Ciclista \| Data de naixement \| Equip previ \| \| \| ---------------------- \| ---------------------- \| --------------------------- \| ---------------------- \| \| Alena Amialiússik \| 6 de febrer de 1989 \| Astana BePink Womens (2014) \| \| \| Alice Barnes \| 17 de juliol de 1995 \| Drops (2017) \| \| \| Hannah Barnes \| 4 de maig de 1993 \| UnitedHealthcare (2015) \| \| \| Elena Cecchini \| 25 de maig de 1992 \| Lotto Soudal Ladies (2015) \| \| \| Tiffany Cromwell \| 6 de juliol de 1988 \| Orica-AIS (2013) \| \| \| Tanja Erath \| 7 de octubre de 1989 \| \| \| \| Pauline Ferrand-Prévot \| 10 de febrer de 1992 \| Rabo Liv Women (2016) \| \| \| Lisa Klein \| 15 de juliol de 1996 \| Cervélo Bigla (2017) \| \| \| Katarzyna Niewiadoma \| 29 de setembre de 1994 \| WM3 (2017) \| \| \| Christa Riffel \| 30 de juliol de 1998 \| \| \| \| Alexis Ryan \| 18 de setembre de 1994 \| UnitedHealthcare (2015) \| \| \| Leah Thorvilson \| 9 de gener de 1979 \| \| \| \| Trixi Worrack \| 28 de setembre de 1981 \| AA Drink-Leontien.nl (2011) \| \| \| \| \| \| \| \| Font: UCI \| \| \| \| |                        |                             |                        |
| Llista de l'equip 2018 | Llista de l'equip 2018 | Llista de l'equip 2018      | Llista de l'equip 2018 |
| Ciclista | Data de naixement      | Equip previ                 |                        |
| --- | ---------------------- | --------------------------- | ---------------------- |
| Alena Amialiússik | 6 de febrer de 1989    | Astana BePink Womens (2014) |                        |
| Alice Barnes | 17 de juliol de 1995   | Drops (2017)                |                        |
| Hannah Barnes | 4 de maig de 1993      | UnitedHealthcare (2015)     |                        |
| Elena Cecchini | 25 de maig de 1992     | Lotto Soudal Ladies (2015)  |                        |
| Tiffany Cromwell | 6 de juliol de 1988    | Orica-AIS (2013)            |                        |
| Tanja Erath | 7 de octubre de 1989   |                             |                        |
| Pauline Ferrand-Prévot | 10 de febrer de 1992   | Rabo Liv Women (2016)       |                        |
| Lisa Klein | 15 de juliol de 1996   | Cervélo Bigla (2017)        |                        |
| Katarzyna Niewiadoma | 29 de setembre de 1994 | WM3 (2017)                  |                        |
| Christa Riffel | 30 de juliol de 1998   |                             |                        |
| Alexis Ryan | 18 de setembre de 1994 | UnitedHealthcare (2015)     |                        |
| Leah Thorvilson | 9 de gener de 1979     |                             |                        |
| Trixi Worrack | 28 de setembre de 1981 | AA Drink-Leontien.nl (2011) |                        |
| |                        |                             |                        |
| Font: UCI |                        |                             |                        |

| \| Llista de l'equip 2017 \| Llista de l'equip 2017 \| Llista de l'equip 2017 \| Llista de l'equip 2017 \| \| Ciclista \| Data de naixement \| Equip previ \| \| \| --------------------------------------- \| ---------------------- \| ----------------------------- \| ---------------------- \| \| Alena Amialiússik \| 6 de febrer de 1989 \| Astana BePink Womens (2014) \| \| \| Hannah Barnes \| 4 de maig de 1993 \| UnitedHealthcare (2015) \| \| \| Lisa Brennauer \| 8 de juny de 1988 \| Hitec Products-UCK (2011) \| \| \| Elena Cecchini \| 25 de maig de 1992 \| Lotto Soudal Ladies (2015) \| \| \| Tiffany Cromwell \| 6 de juliol de 1988 \| Orica-AIS (2013) \| \| \| Pauline Ferrand-Prévot \| 10 de febrer de 1992 \| Rabo Liv Women (2016) \| \| \| Barbara Guarischi \| 10 de febrer de 1990 \| Alé Cipollini (2014) \| \| \| Mieke Kröger \| 18 de juliol de 1993 \| Futurumshop.nl-Zannata (2014) \| \| \| Alexis Ryan \| 18 de setembre de 1994 \| UnitedHealthcare (2015) \| \| \| Leah Thorvilson \| 9 de gener de 1979 \| \| \| \| Trixi Worrack \| 28 de setembre de 1981 \| AA Drink-Leontien.nl (2011) \| \| \| \| \| \| \| \| Fonts: ProCyclingStats Cycling Archives \| \| \| \| |                        |                               |  |
| Llista de l'equip 2017 |                        |                               |  |
| Ciclista | Data de naixement      | Equip previ                   |  |
| Alena Amialiússik | 6 de febrer de 1989    | Astana BePink Womens (2014)   |  |
| Hannah Barnes | 4 de maig de 1993      | UnitedHealthcare (2015)       |  |
| Lisa Brennauer | 8 de juny de 1988      | Hitec Products-UCK (2011)     |  |
| Elena Cecchini | 25 de maig de 1992     | Lotto Soudal Ladies (2015)    |  |
| Tiffany Cromwell | 6 de juliol de 1988    | Orica-AIS (2013)              |  |
| Pauline Ferrand-Prévot | 10 de febrer de 1992   | Rabo Liv Women (2016)         |  |
| Barbara Guarischi | 10 de febrer de 1990   | Alé Cipollini (2014)          |  |
| Mieke Kröger | 18 de juliol de 1993   | Futurumshop.nl-Zannata (2014) |  |
| Alexis Ryan | 18 de setembre de 1994 | UnitedHealthcare (2015)       |  |
| Leah Thorvilson | 9 de gener de 1979     |                               |  |
| Trixi Worrack | 28 de setembre de 1981 | AA Drink-Leontien.nl (2011)   |  |
| |                        |                               |  |
| Fonts: ProCyclingStats Cycling Archives |                        |                               |  |

| \| Llista de l'equip 2016 \| Llista de l'equip 2016 \| Llista de l'equip 2016 \| Llista de l'equip 2016 \| \| Ciclista \| Data de naixement \| Equip previ \| \| \| ---------------------- \| ---------------------- \| ----------------------------- \| ---------------------- \| \| Alena Amialiússik \| 6 de febrer de 1989 \| Astana BePink Womens (2014) \| \| \| Hannah Barnes \| 4 de maig de 1993 \| UnitedHealthcare (2015) \| \| \| Lisa Brennauer \| 8 de juny de 1988 \| Hitec Products-UCK (2011) \| \| \| Elena Cecchini \| 25 de maig de 1992 \| Lotto Soudal Ladies (2015) \| \| \| Tiffany Cromwell \| 6 de juliol de 1988 \| Orica-AIS (2013) \| \| \| Barbara Guarischi \| 10 de febrer de 1990 \| Alé Cipollini (2014) \| \| \| Mieke Kröger \| 18 de juliol de 1993 \| Futurumshop.nl-Zannata (2014) \| \| \| Alexis Ryan \| 18 de setembre de 1994 \| UnitedHealthcare (2015) \| \| \| Trixi Worrack \| 28 de setembre de 1981 \| AA Drink-Leontien.nl (2011) \| \| \| \| \| \| \| \| Font: Cycling Archives \| \| \| \| |                        |                               |  |
| Llista de l'equip 2016 |                        |                               |  |
| Ciclista | Data de naixement      | Equip previ                   |  |
| Alena Amialiússik | 6 de febrer de 1989    | Astana BePink Womens (2014)   |  |
| Hannah Barnes | 4 de maig de 1993      | UnitedHealthcare (2015)       |  |
| Lisa Brennauer | 8 de juny de 1988      | Hitec Products-UCK (2011)     |  |
| Elena Cecchini | 25 de maig de 1992     | Lotto Soudal Ladies (2015)    |  |
| Tiffany Cromwell | 6 de juliol de 1988    | Orica-AIS (2013)              |  |
| Barbara Guarischi | 10 de febrer de 1990   | Alé Cipollini (2014)          |  |
| Mieke Kröger | 18 de juliol de 1993   | Futurumshop.nl-Zannata (2014) |  |
| Alexis Ryan | 18 de setembre de 1994 | UnitedHealthcare (2015)       |  |
| Trixi Worrack | 28 de setembre de 1981 | AA Drink-Leontien.nl (2011)   |  |
| |                        |                               |  |
| Font: Cycling Archives |                        |                               |  |

| \| Llista de l'equip 2015 \| Llista de l'equip 2015 \| Llista de l'equip 2015 \| Llista de l'equip 2015 \| \| Ciclista \| Data de naixement \| Equip previ \| \| \| ---------------------- \| ---------------------- \| ----------------------------- \| ---------------------- \| \| Alena Amialiússik \| 6 de febrer de 1989 \| Astana BePink Womens (2014) \| \| \| Lisa Brennauer \| 8 de juny de 1988 \| Hitec Products-UCK (2011) \| \| \| Karol-Ann Canuel \| 18 de abril de 1988 \| Vienne Futuroscope (2013) \| \| \| Tiffany Cromwell \| 6 de juliol de 1988 \| Orica-AIS (2013) \| \| \| Élise Delzenne \| 28 de gener de 1989 \| Bourgogne-Pro Dialog (2013) \| \| \| Barbara Guarischi \| 10 de febrer de 1990 \| Alé Cipollini (2014) \| \| \| Mieke Kröger \| 18 de juliol de 1993 \| Futurumshop.nl-Zannata (2014) \| \| \| Loren Rowney \| 14 de octubre de 1988 \| \| \| \| Tayler Wiles \| 20 de juliol de 1989 \| Exergy Twenty12 (2012) \| \| \| Trixi Worrack \| 28 de setembre de 1981 \| AA Drink-Leontien.nl (2011) \| \| \| \| \| \| \| \| Font: UCI \| \| \| \| |                        |                               |  |
| Llista de l'equip 2015 |                        |                               |  |
| Ciclista | Data de naixement      | Equip previ                   |  |
| Alena Amialiússik | 6 de febrer de 1989    | Astana BePink Womens (2014)   |  |
| Lisa Brennauer | 8 de juny de 1988      | Hitec Products-UCK (2011)     |  |
| Karol-Ann Canuel | 18 de abril de 1988    | Vienne Futuroscope (2013)     |  |
| Tiffany Cromwell | 6 de juliol de 1988    | Orica-AIS (2013)              |  |
| Élise Delzenne | 28 de gener de 1989    | Bourgogne-Pro Dialog (2013)   |  |
| Barbara Guarischi | 10 de febrer de 1990   | Alé Cipollini (2014)          |  |
| Mieke Kröger | 18 de juliol de 1993   | Futurumshop.nl-Zannata (2014) |  |
| Loren Rowney | 14 de octubre de 1988  |                               |  |
| Tayler Wiles | 20 de juliol de 1989   | Exergy Twenty12 (2012)        |  |
| Trixi Worrack | 28 de setembre de 1981 | AA Drink-Leontien.nl (2011)   |  |
| |                        |                               |  |
| Font: UCI |                        |                               |  |

| \| Llista de l'equip 2014 \| Llista de l'equip 2014 \| Llista de l'equip 2014 \| Llista de l'equip 2014 \| \| Ciclista \| Data de naixement \| Equip previ \| \| \| ---------------------- \| ---------------------- \| ------------------------------------- \| ---------------------- \| \| Chantal Blaak \| 22 de octubre de 1989 \| Tibco-To the Top (2013) \| \| \| Lisa Brennauer \| 8 de juny de 1988 \| Hitec Products-UCK (2011) \| \| \| Karol-Ann Canuel \| 18 de abril de 1988 \| Vienne Futuroscope (2013) \| \| \| Tiffany Cromwell \| 6 de juliol de 1988 \| Orica-AIS (2013) \| \| \| Élise Delzenne \| 28 de gener de 1989 \| Bourgogne-Pro Dialog (2013) \| \| \| Loren Rowney \| 14 de octubre de 1988 \| \| \| \| Carmen Small \| 22 de abril de 1980 \| Optum-Kelly Benefit Strategies (2012) \| \| \| Ally Stacher \| 8 de juny de 1987 \| Webcor Builders (2010) \| \| \| Evelyn Stevens \| 9 de maig de 1983 \| \| \| \| Tayler Wiles \| 20 de juliol de 1989 \| Exergy Twenty12 (2012) \| \| \| Trixi Worrack \| 28 de setembre de 1981 \| AA Drink-Leontien.nl (2011) \| \| \| \| \| \| \| \| Font: UCI \| \| \| \| |                        |                                       |  |
| Llista de l'equip 2014 |                        |                                       |  |
| Ciclista | Data de naixement      | Equip previ                           |  |
| Chantal Blaak | 22 de octubre de 1989  | Tibco-To the Top (2013)               |  |
| Lisa Brennauer | 8 de juny de 1988      | Hitec Products-UCK (2011)             |  |
| Karol-Ann Canuel | 18 de abril de 1988    | Vienne Futuroscope (2013)             |  |
| Tiffany Cromwell | 6 de juliol de 1988    | Orica-AIS (2013)                      |  |
| Élise Delzenne | 28 de gener de 1989    | Bourgogne-Pro Dialog (2013)           |  |
| Loren Rowney | 14 de octubre de 1988  |                                       |  |
| Carmen Small | 22 de abril de 1980    | Optum-Kelly Benefit Strategies (2012) |  |
| Ally Stacher | 8 de juny de 1987      | Webcor Builders (2010)                |  |
| Evelyn Stevens | 9 de maig de 1983      |                                       |  |
| Tayler Wiles | 20 de juliol de 1989   | Exergy Twenty12 (2012)                |  |
| Trixi Worrack | 28 de setembre de 1981 | AA Drink-Leontien.nl (2011)           |  |
| |                        |                                       |  |
| Font: UCI |                        |                                       |  |

| \| Llista de l'equip 2013 \| Llista de l'equip 2013 \| Llista de l'equip 2013 \| Llista de l'equip 2013 \| \| Ciclista \| Data de naixement \| Equip previ \| \| \| ---------------------- \| ---------------------- \| ------------------------------------- \| ---------------------- \| \| Lisa Brennauer \| 8 de juny de 1988 \| Hitec Products-UCK (2011) \| \| \| Gillian Carleton \| 3 de desembre de 1989 \| \| \| \| Katie Colclough \| 20 de gener de 1990 \| \| \| \| Loren Rowney \| 14 de octubre de 1988 \| \| \| \| Carmen Small \| 22 de abril de 1980 \| Optum-Kelly Benefit Strategies (2012) \| \| \| Ally Stacher \| 8 de juny de 1987 \| Webcor Builders (2010) \| \| \| Evelyn Stevens \| 9 de maig de 1983 \| \| \| \| Ina-Yoko Teutenberg \| 28 de octubre de 1974 \| Saturn (2003) \| \| \| Ellen van Dijk \| 11 de febrer de 1987 \| Vrienden van het Platteland (2008) \| \| \| Tayler Wiles \| 20 de juliol de 1989 \| Exergy Twenty12 (2012) \| \| \| Trixi Worrack \| 28 de setembre de 1981 \| AA Drink-Leontien.nl (2011) \| \| \| \| \| \| \| \| Font: UCI \| \| \| \| |                        |                                       |  |
| Llista de l'equip 2013 |                        |                                       |  |
| Ciclista | Data de naixement      | Equip previ                           |  |
| Lisa Brennauer | 8 de juny de 1988      | Hitec Products-UCK (2011)             |  |
| Gillian Carleton | 3 de desembre de 1989  |                                       |  |
| Katie Colclough | 20 de gener de 1990    |                                       |  |
| Loren Rowney | 14 de octubre de 1988  |                                       |  |
| Carmen Small | 22 de abril de 1980    | Optum-Kelly Benefit Strategies (2012) |  |
| Ally Stacher | 8 de juny de 1987      | Webcor Builders (2010)                |  |
| Evelyn Stevens | 9 de maig de 1983      |                                       |  |
| Ina-Yoko Teutenberg | 28 de octubre de 1974  | Saturn (2003)                         |  |
| Ellen van Dijk | 11 de febrer de 1987   | Vrienden van het Platteland (2008)    |  |
| Tayler Wiles | 20 de juliol de 1989   | Exergy Twenty12 (2012)                |  |
| Trixi Worrack | 28 de setembre de 1981 | AA Drink-Leontien.nl (2011)           |  |
| |                        |                                       |  |
| Font: UCI |                        |                                       |  |

| \| Llista de l'equip 2012 \| Llista de l'equip 2012 \| Llista de l'equip 2012 \| Llista de l'equip 2012 \| \| Ciclista \| Data de naixement \| Equip previ \| \| \| ---------------------- \| ---------------------- \| ------------------------------------- \| ---------------------- \| \| Charlotte Becker \| 19 de maig de 1983 \| Cervélo TestTeam (2010) \| \| \| Lisa Brennauer \| 8 de juny de 1988 \| Hitec Products-UCK (2011) \| \| \| Katie Colclough \| 20 de gener de 1990 \| \| \| \| Emilia Fahlin \| 24 de octubre de 1988 \| \| \| \| Chloe Hosking \| 1 de octubre de 1990 \| \| \| \| Clara Hughes \| 27 de setembre de 1972 \| Saturn (2001) \| \| \| Amber Neben \| 18 de febrer de 1975 \| Equipe Nürnberger Versicherung (2009) \| \| \| Loren Rowney \| 14 de octubre de 1988 \| \| \| \| Ally Stacher \| 8 de juny de 1987 \| Webcor Builders (2010) \| \| \| Evelyn Stevens \| 9 de maig de 1983 \| \| \| \| Ina-Yoko Teutenberg \| 28 de octubre de 1974 \| Saturn (2003) \| \| \| Ellen van Dijk \| 11 de febrer de 1987 \| Vrienden van het Platteland (2008) \| \| \| Trixi Worrack \| 28 de setembre de 1981 \| AA Drink-Leontien.nl (2011) \| \| \| \| \| \| \| \| Font: UCI \| \| \| \| |                        |                                       |  |
| Llista de l'equip 2012 |                        |                                       |  |
| Ciclista | Data de naixement      | Equip previ                           |  |
| Charlotte Becker | 19 de maig de 1983     | Cervélo TestTeam (2010)               |  |
| Lisa Brennauer | 8 de juny de 1988      | Hitec Products-UCK (2011)             |  |
| Katie Colclough | 20 de gener de 1990    |                                       |  |
| Emilia Fahlin | 24 de octubre de 1988  |                                       |  |
| Chloe Hosking | 1 de octubre de 1990   |                                       |  |
| Clara Hughes | 27 de setembre de 1972 | Saturn (2001)                         |  |
| Amber Neben | 18 de febrer de 1975   | Equipe Nürnberger Versicherung (2009) |  |
| Loren Rowney | 14 de octubre de 1988  |                                       |  |
| Ally Stacher | 8 de juny de 1987      | Webcor Builders (2010)                |  |
| Evelyn Stevens | 9 de maig de 1983      |                                       |  |
| Ina-Yoko Teutenberg | 28 de octubre de 1974  | Saturn (2003)                         |  |
| Ellen van Dijk | 11 de febrer de 1987   | Vrienden van het Platteland (2008)    |  |
| Trixi Worrack | 28 de setembre de 1981 | AA Drink-Leontien.nl (2011)           |  |
| |                        |                                       |  |
| Font: UCI |                        |                                       |  |